# María de Huerva (kommunhuvudort)
María de Huerva är en kommunhuvudort i Spanien.   Den ligger i provinsen Provincia de Zaragoza och regionen Aragonien, i den nordöstra delen av landet, 260 km nordost om huvudstaden Madrid. María de Huerva ligger 339 meter över havet och antalet invånare är 2 562.
Terrängen runt María de Huerva är varierad. María de Huerva ligger nere i en dal. Runt María de Huerva är det glesbefolkat, med 9 invånare per kvadratkilometer. Närmaste större samhälle är Zaragoza, 16,3 km nordost om María de Huerva. Omgivningarna runt María de Huerva är i huvudsak ett öppet busklandskap.